# 国际工人团结—第四国际
国际工人团结—第四国际（英語：International Workers' Unity – Fourth International，缩写为IWU-FI，缩写为UIT-CI）是一个托洛茨基主义—莫雷诺主义国际组织。1997年，该组织在西班牙巴塞罗那宣布成立，由革命国际潮流（分裂自国际工人联盟—第四国际）和争取第四国际重建国际联盟合并而成。该组织的支部分布于拉美和西欧。该组织最重要的支部是阿根廷的社会主义左翼。

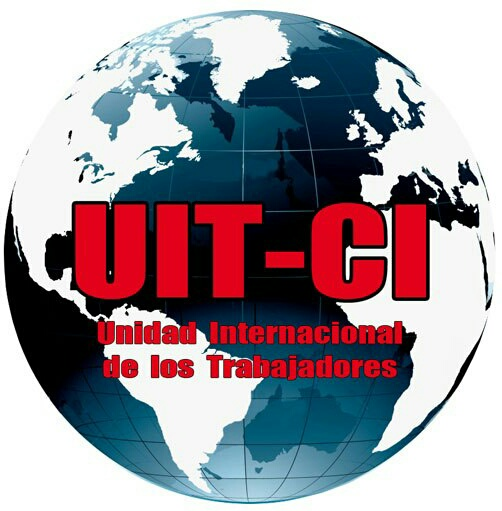
国际工人团结—第四国际标志

## 支部
- 阿根廷 社会主义左翼
- 玻利维亚 劳动人民革命替代
- 巴西 社会主义工人潮流
- 智利 工人社会主义运动
- 哥伦比亚 联合集体
- 西班牙 国际主义斗争
- 美国 社会主义核心
- 墨西哥 社会主义运动
- 巴拿马 巴拿马社会主义提案
- 秘魯 联合秘鲁
- 工人和女工社会主义运动
- 土耳其 工人民主党
- 委內瑞拉 社会主义和自由党

## 前支部
- 法國 国际主义社会主义团体

## 前同情支部
- 德国 争取苏维埃民主委员会